# Флора Исландии

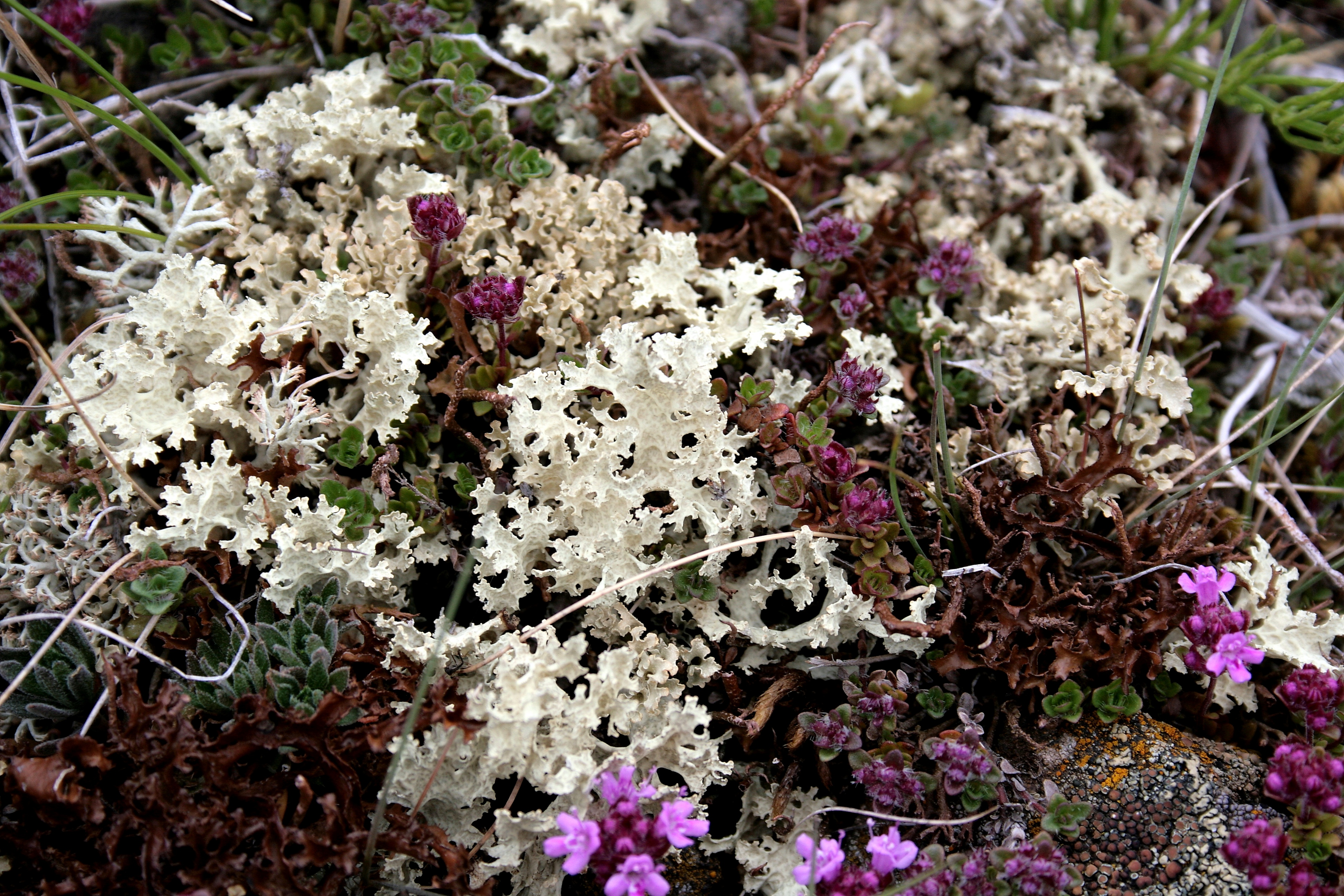

Флора Исландии — исторически сложившаяся совокупность видов растений, распространённых на территории острова Исландия в настоящее время. В совокупность флоры Исландии включают не все растения данной территории, а только аборигенные и адвентивные дикорастущие растения. Комнатные растения, растения в оранжереях и других сооружениях с искусственным климатом не входят в состав флоры Исландии.

## Общая информация
Остров Исландия расположен в северной части Атлантического океана и обитающие на нём сосудистые растения в основном типичны для северной Европы. Всего список флоры Исландии включает более 5500 видов, в том числе около 500 видов семенных растений, 37 видов высших споровых растений, 630 видов мохообразных, приблизительно 1100 видов водорослей, 755 видов лишайников и около 2100 видов грибов.
Различные регионы Исландии почти не отличаются по составу флоры, хотя, например, колокольчик круглолистый (Campanula rotundifolia) и камнеломка аизовидный (Saxifraga aizoides) растут на востоке острова, а мак полярный (Papaver radicatum) и марьянник лесной (Melampyrum sylvaticum) — на северо-западе. Некоторые растения приурочены к определённым местам, например, асплениум северный (Asplenium septentrionale) — растение северного побережья, а плаун булавовидный (Lycopodium clavatum) — юго-восточного побережья.

## Видовое разнообразие
Флора Исландии включает 6 крупных таксономических групп — водоросли, грибы, лишайники, мохообразные, споровые и сосудистые растения. Некоторые из этих групп группы организмов перестали относить к растениям (грибы, лишайники), а некоторые в современной ботанике не считаются отдельными таксонами (лишайники, водоросли), но исландские флористы традиционно включают их в флору Исландии.
|                     | Отделы                | Русское название        | Число видов |
| ------------------- | --------------------- | ----------------------- | ----------- |
| Грибы               | Blastocladiomycota    | Бластокладиомикота      |             |
| Грибы               | Chytridiomycota       | Хитридиомикота          |             |
| Грибы               | Glomeromycota         | Гломеромицеты           |             |
| Грибы               | Microsporidia         | Микроспоридии           |             |
| Грибы               | Zygomycota            | Зигомикота              |             |
| Грибы               | Neocallimastigomycota | Неокаллимастигомикота   |             |
| Грибы               | Ascomycota            | Аскомицеты              |             |
| Грибы               | Basidiomycota         | Базидиомикота           |             |
| Грибы               | Deuteromycota         | Дейтеромицеты           |             |
| Лишайники           | Lichenophyta          | Лишайники               |             |
| Водоросли           | Chlorophyta           | Зелёные водоросли       |             |
| Водоросли           | Diatomeae             | Диатомовые водоросли    |             |
| Водоросли           | Glaucophyta           | Глаукофитовые водоросли |             |
| Водоросли           | Phaeophyceae          | Бурые водоросли         |             |
| Водоросли           | Rhodophyta            | Красные водоросли       |             |
| Мохообразные        | Marchantiophyta       | Печёночные мхи          | 130         |
| Мохообразные        | Anthocerotophyta      | Антоцеротовые мхи       | 1           |
| Мохообразные        | Bryophyta             | Моховидные              | 500         |
| Сосудистые споровые | Lycopodiophyta        | Плауновидные            | 7           |
| Сосудистые споровые | Pteridophyta          | Папоротникообразные     | 23          |
| Сосудистые споровые | Equisetophyta         | Хвощевидные             | 7           |
| Семенные растения   | Pinophyta             | Хвойные                 | 11          |
| Семенные растения   | Magnoliophyta         | Цветковые растения      |             |

### Грибы
Микобиота Исландии представлена 2100 видами. Важное место в микобиоте Исландии занимают виды почвенных микромицет, среди которых особенно широко распространены представители рода фузариум, а также пероноспоровые грибы, большинство которых являются чрезвычайно опасными паразитами и возбудителями болезней.
Своеобразную экологическую группу представляют обнаруженные в республике водные грибы (около 200 видов), среди которых особенно широко распространены представители родов ахлия, бластокладия, клавариопсис, сапролегия, тетракладия, трикладия и др. Среди микромицет особое место занимают обитающие в почве и на различных растительных остатках хищные грибы (более 25 видов), среди которых преобладают представители рода артроботис. Таксономическое разнообразие обнаруженных на территории республики макроскопических грибов представлено 800 видами, из которых около 100 видов съедобны и в подавляющем большинстве принадлежат к агариковым грибам. Среди ядовитых грибов (30 видов), самыми опасными для человека являются бледная поганка, мухомор, ложный опенок и др.

#### Низшие грибы
- Blastocladiomycota — отдел
- Хитридиомикота — отдел Chytridiomycota
- Гломеромицеты — отдел Glomeromycota
- Микроспоридии — отдел Microsporidia
- Neocallimastigomycota — отдел
- Зигомикота — отдел Zygomycota

#### Высшие грибы
- Аскомицеты — отдел Ascomycota
- Базидиомикота — отдел Basidiomycota
- Дейтеромицеты — отдел Deuteromycota

### Лишайники
В настоящее время в Исландии известно 755 видов лишайников, при этом наиболее подробно изучены всего 392 вида.

### Водоросли
В Исландии водоросли относительно малоизучены. Всего было описано около 1450 видов морских, пресноводных и наземных водорослей, принадлежащих к зелёным, диатомовым, желто-зеленым и сине-зелёным водорослям. По мнению исландского ученого-альголога Хельги Хадльгримссона, 350 видов из них представляют собой синонимы, дубли или неправильно описанные экземпляры.
- Glaucophyta — отдел Глаукофитовые водоросли
- Diatomeae — отдел Диатомовые водоросли
- Chlorophyta — отдел Зелёные водоросли
- Phaeophyceae — отдел Бурые водоросли
- Rhodophyta — отдел Красные водоросли

### Мохообразные
В Исландии насчитывается всего 606 видов мхов, распространенных повсеместно на всей территории острова.
- Bryophyta — отдел Моховидные
- Marchantiophyta — отдел Маршанциевые
- Anthocerotophyta — отдел Антоцеротовые

### Сосудистые споровые

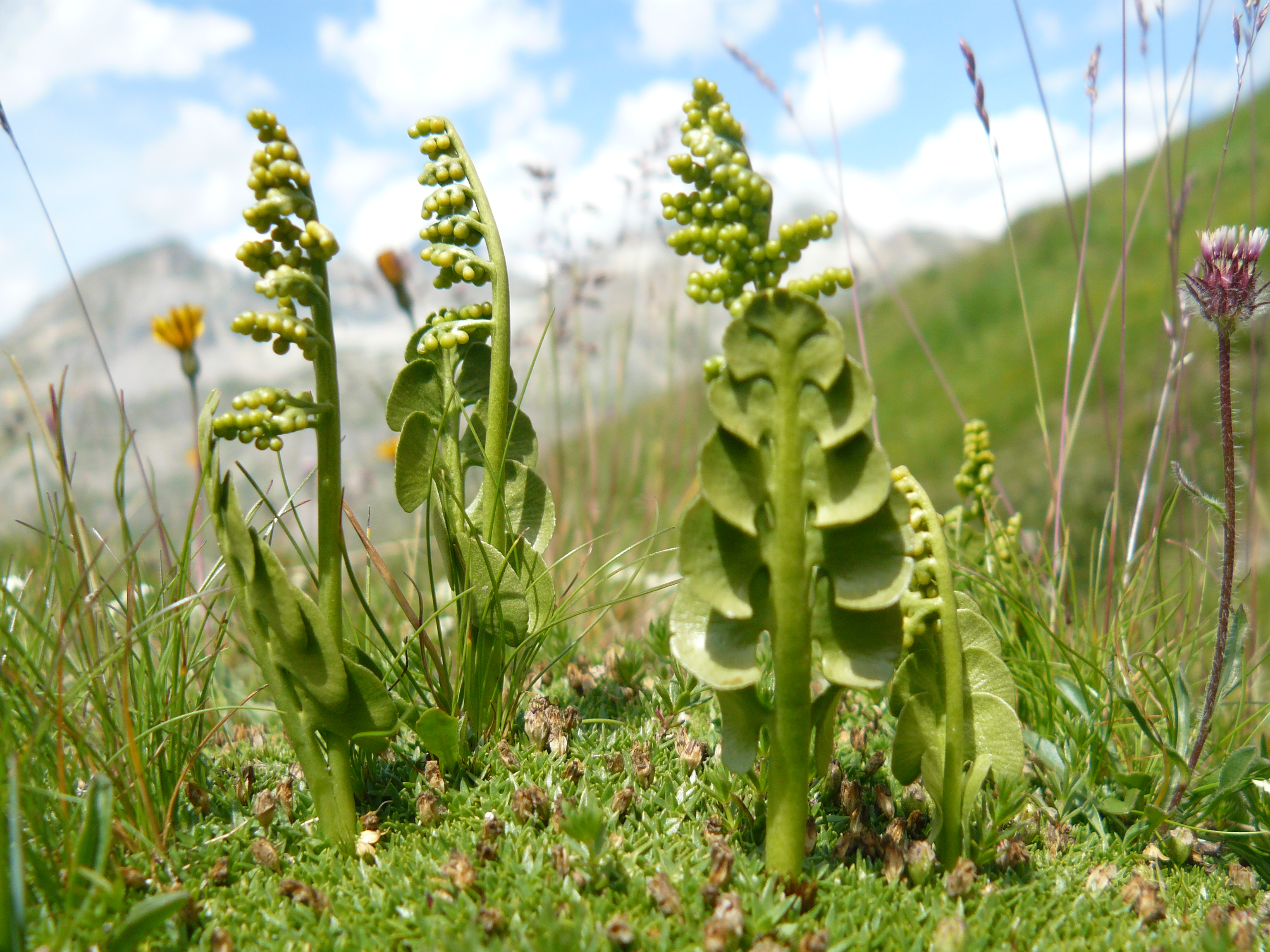
Botrychium lunaria L.

Polypodiophyta — отдел Папоротниковидные

Папоротниковидные Исландии относятся к 37 видам восьми семейств. Представители данной группы практически вездесущи, хотя и не всегда привлекают внимание. Встречаются в лесах — в нижнем и верхнем ярусах, на ветвях и стволах — как эпифиты, в расщелинах скал и стенках каньонов, на болотах, в реках и озёрах, а также возле водопадов.

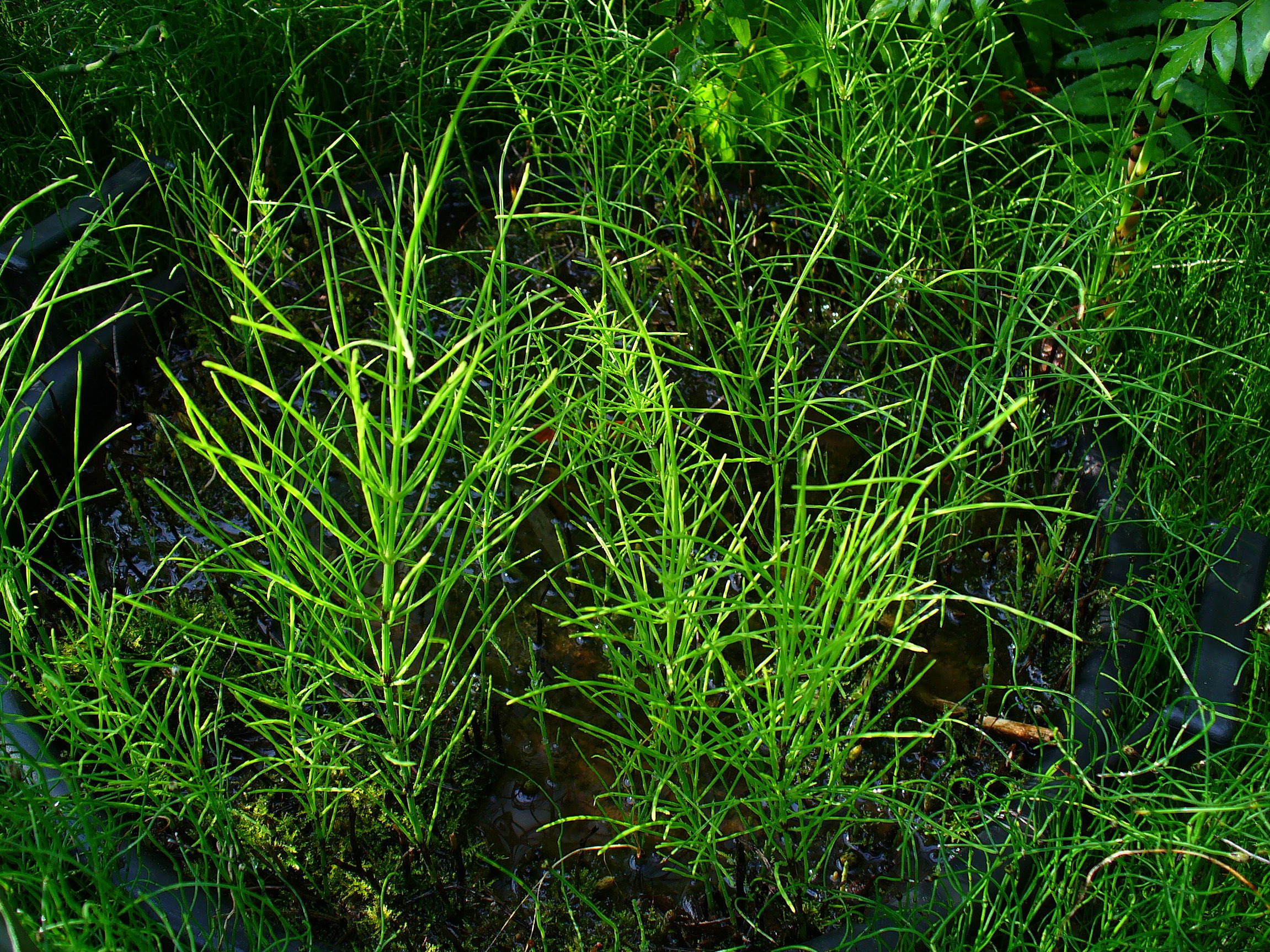
Equisetum arvense L.

- Ophioglossaceae — семейство Ужовниковые
- Pteridaceae — семейство Разнолистниковые
- Hymenophyllaceae — семейство Гименофилловые
- Aspleniaceae — семейство Костенцовые
- Woodsiaceae — семейство Вудсиевые
- Dryopteridaceae — семейство Щитовниковые
- Thelypteridaceae — семейство Телиптерисовые
- Polypodiaceae — семейство Многоножковые

Equisetophytina — отдел Хвощёвые

Хвощёвые в Исландии представлены 7-ю видами принадлежащими к одному семейству Хвощёвые. Хвощи в основном распространены в относительно влажных болотистых и луговых районах Исландии, переувлажненных долинах рек, иногда в березовых зарослях.
- Equisetaceae — семейство Хвощевые

Lycopodiophyta — отдел Плауновидные

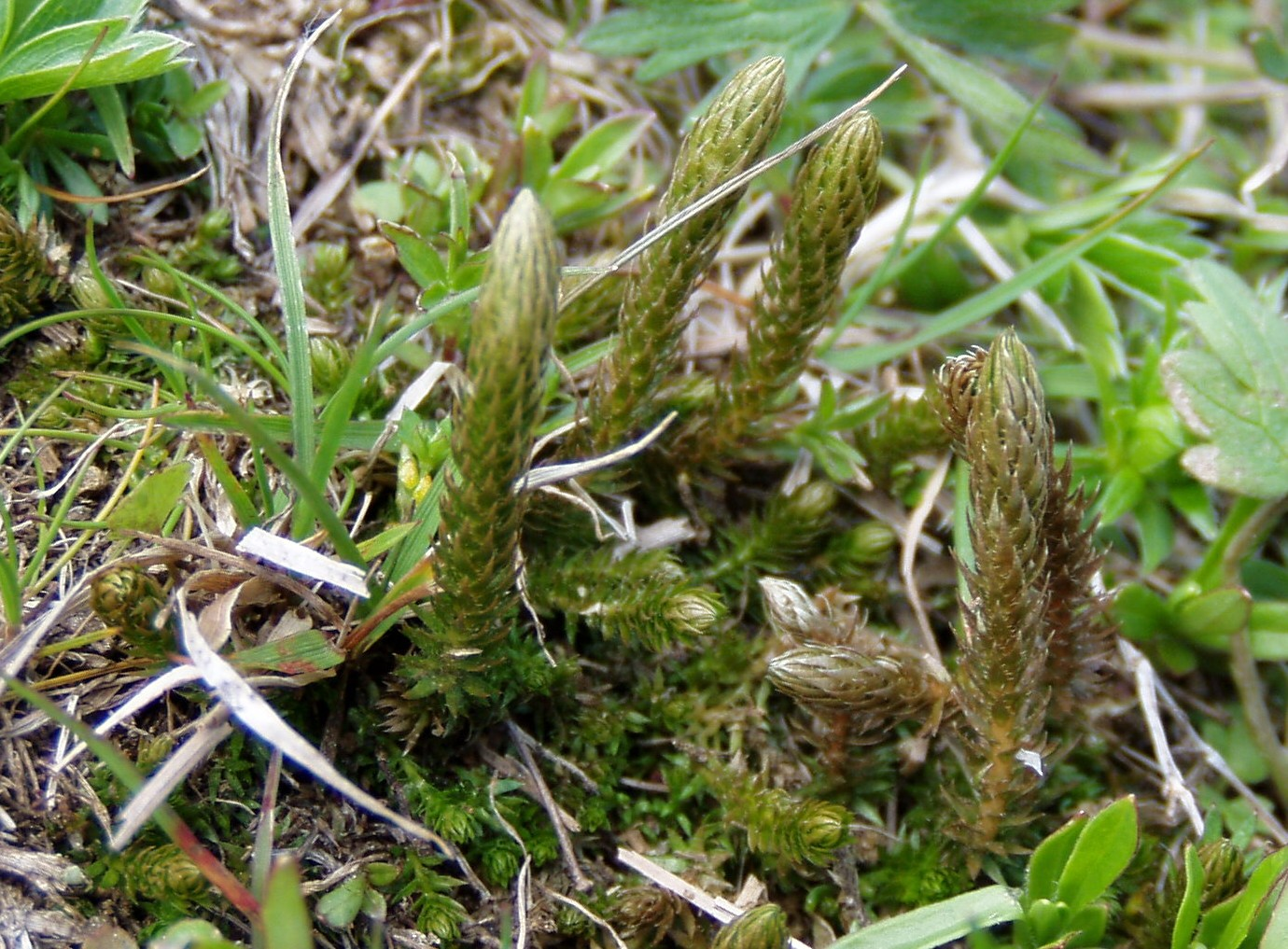
Selaginella selaginoides L.

Плауновидные представлены 7 видами принадлежащими к трем семействам. Произрастают практически во многих влажных местах, особенно вблизи рек и водопадов, иногда на стенках каньонов и в лесных зарослях.
- Lycopodiaceae — семейство Плауновые
- Selaginellaceae — семейство Селагинелловые
- Isoetaceae — семейство Полушниковые

### Семенные растения
Gymnospermae — Голосеменные

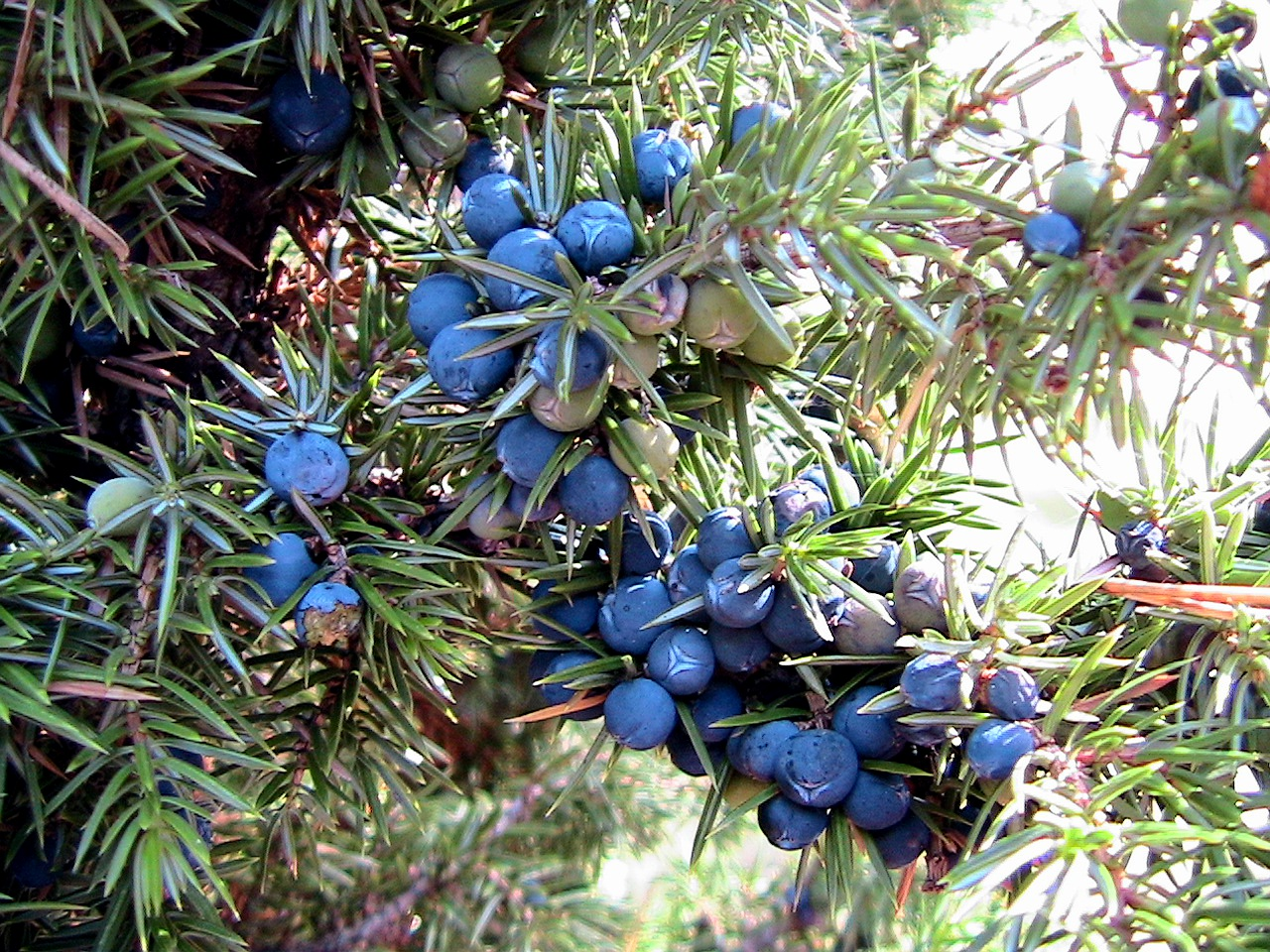
Juniperus communis L.

Голосеменные представлены 11 видами. Это один вид семейства Кипарисовых и 10 вилов семейства Сосновых. Голосеменные в Исландии это в основном интродуценты из иных ботанико-географических регионов, поэтому они произрастают в искусственных лесных насаждениях, парках, садах и декоративных питомниках.
- Pinaceae — семейство Сосновые
- Cupressaceae — семейство Кипарисовые

Magnoliophyta — Цветковые растения

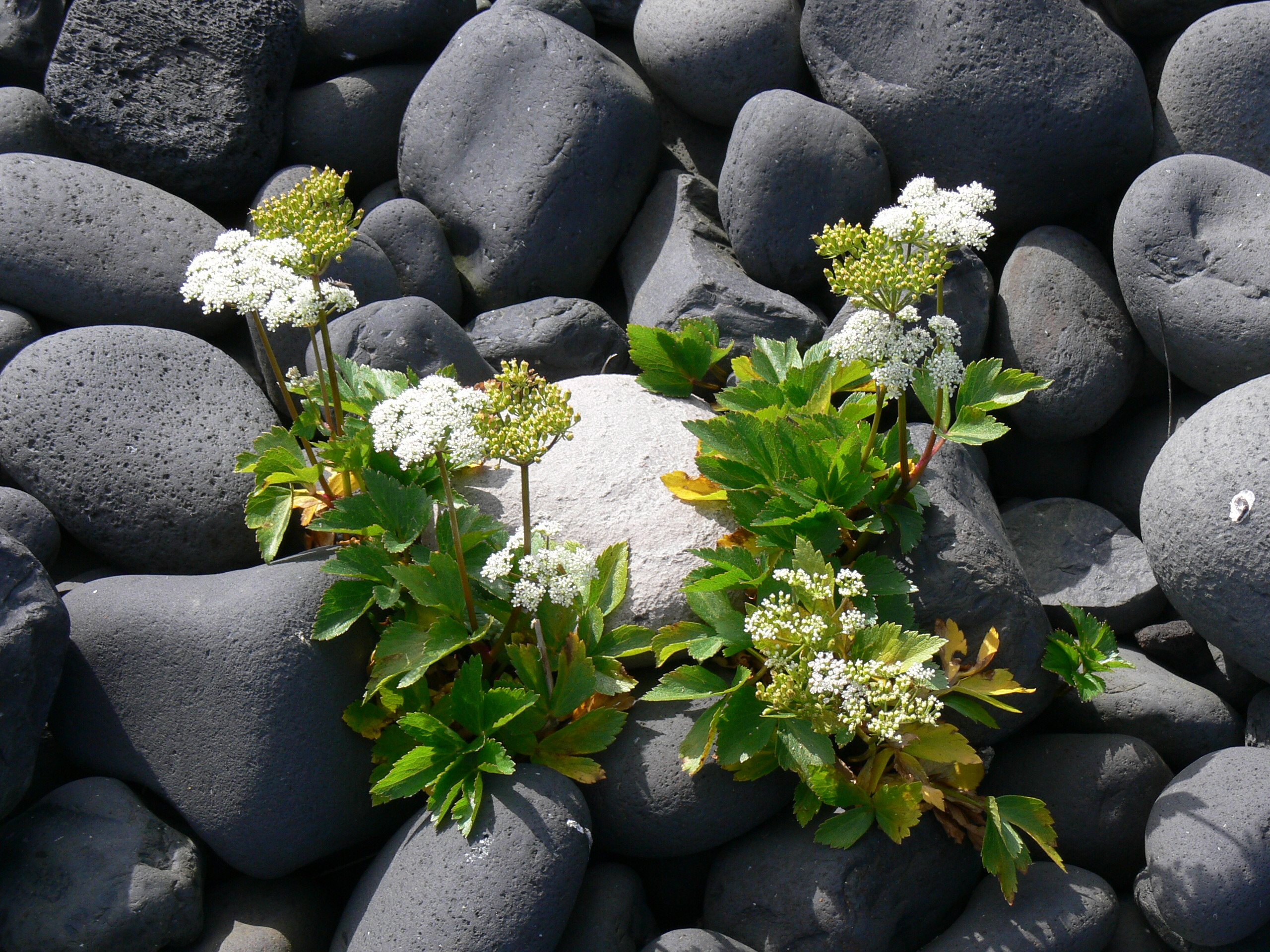
Ligusticum scoticum L.

Покрытосеменные в Исландии выделяется богатством видового состава и разнообразием — около 500 видов, принадлежащих к 38 семействам.
- Salicaceae — семейство Ивовые
- Betulaceae — семейство Березовые
- Urticaceae — семейство Крапивные
- Cannabaceae — семейство Конопляные
- Polygonaceae — семейство Гречишные
- Plumbaginaceae — семейство Свинчатковые
- Chenopodiaceae — семейство Маревые
- Portulacaceae — семейство Портулаковые
- Caryophyllaceae — семейство Гвоздичные
- Nymphaeaceae — семейство Нимфейные
- Ranunculaceae — семейство Лютиковые
- Papaveraceae — семейство Маковые
- Fumariaceae — семейство Дымянковые
- Brassicaceae — семейство Капустные
- Limnanthaceae — семейство Лимнантовые
- Droseraceae — семейство Росянковые
- Crassulaceae — семейство Толстянковые
- Parnassiaceae — семейство Белозоровые
- Saxifragaceae — семейство Камнеломковые
- Grossulariaceae — семейство Крыжовниковые
- Rosaceae — семейство Розовые
- Fabaceae — семейство Бобовые
- Oxalidaceae — семейство Кисличные
- Geraniaceae — семейство Гераниевые
- Linaceae — семейство Льновые
- Euphorbiaceae — семейство Молочайные
- Malvaceae — семейство Мальвовые
- Clusiaceae — семейство Клузиевые
- Violaceae — семейство Фиалковые
- Onagraceae — семейство Кипрейные
- Cornaceae — семейство Кизиловые
- Araliaceae — семейство Аралиевые
- Apiaceae — семейство Сельдерейные
- Pyrolaceae — семейство Грушанковые
- Ericaceae — семейство Вересковые
- Empetraceae — семейство Водяниковые
- Diapensiaceae — семейство Диапенсиевые
- Primulaceae — семейство Примуловые

## Адветивная флора
Рассматривая современную флору Исландии с точки зрения происхождения видов, различают аборигенные растения, которые достаточно давно обитают на острове, и адвентивные растения, которые ранее здесь отсутствовали, но были впоследствии занесены сюда занесённые (или в результате деятельности человека, или посредством каких-либо природных агентов). Совокупность видов аборигенных растений Исландии называют аборигенной флорой Исландии, а совокупность видов адвентивных растений — адвентивной флорой Исландии.
К числу самых распространенных видов адвентивной флоры Исландии относятся:

## Флора разных биогеоценозов

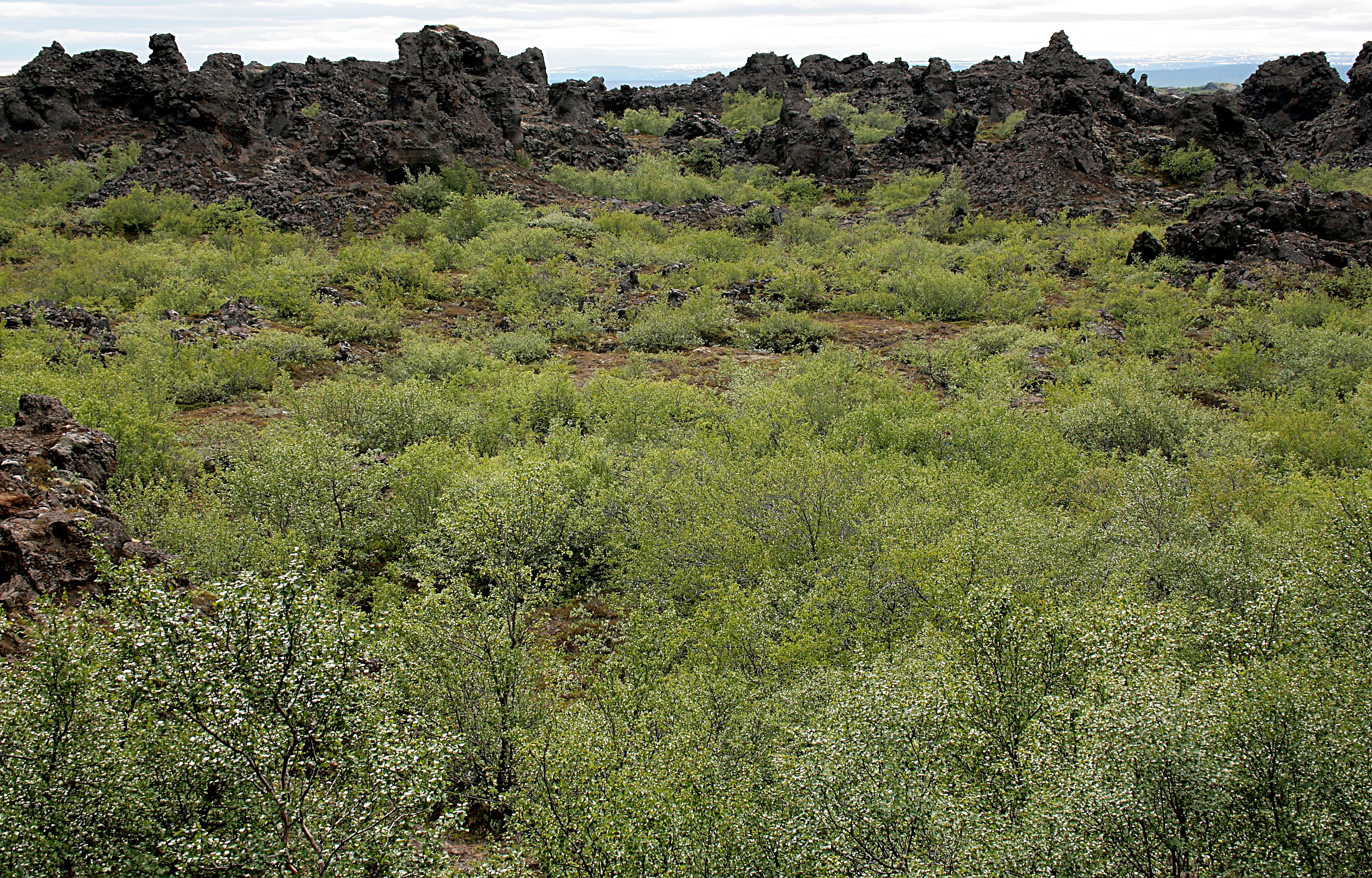
Береза пушистая на лавовом поле
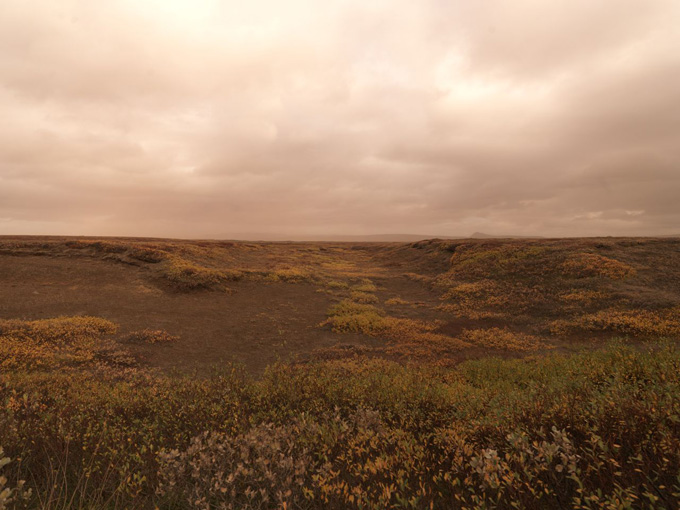
Ивы на каменистой пустоши
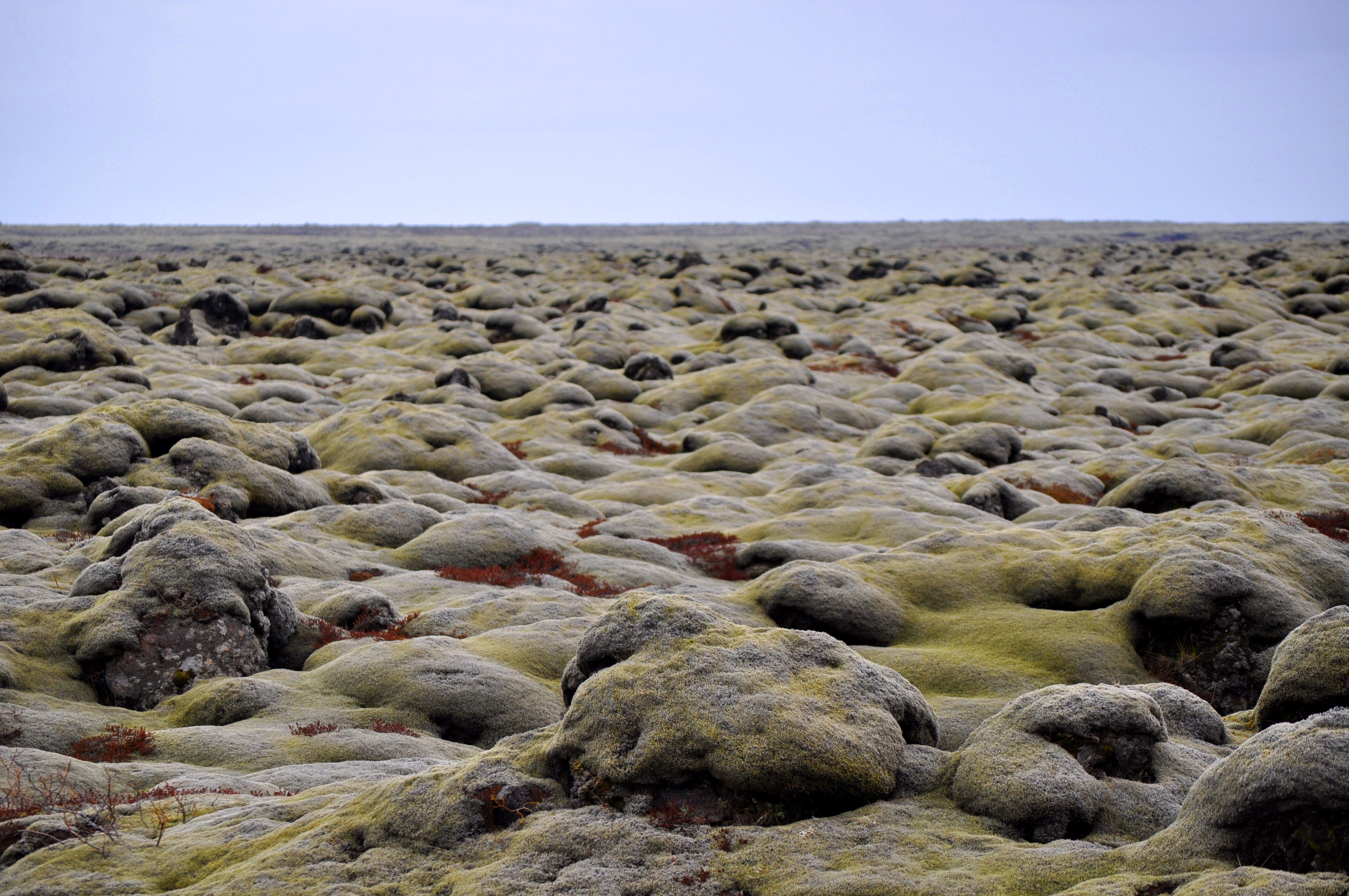
Мхи на лавовых полях
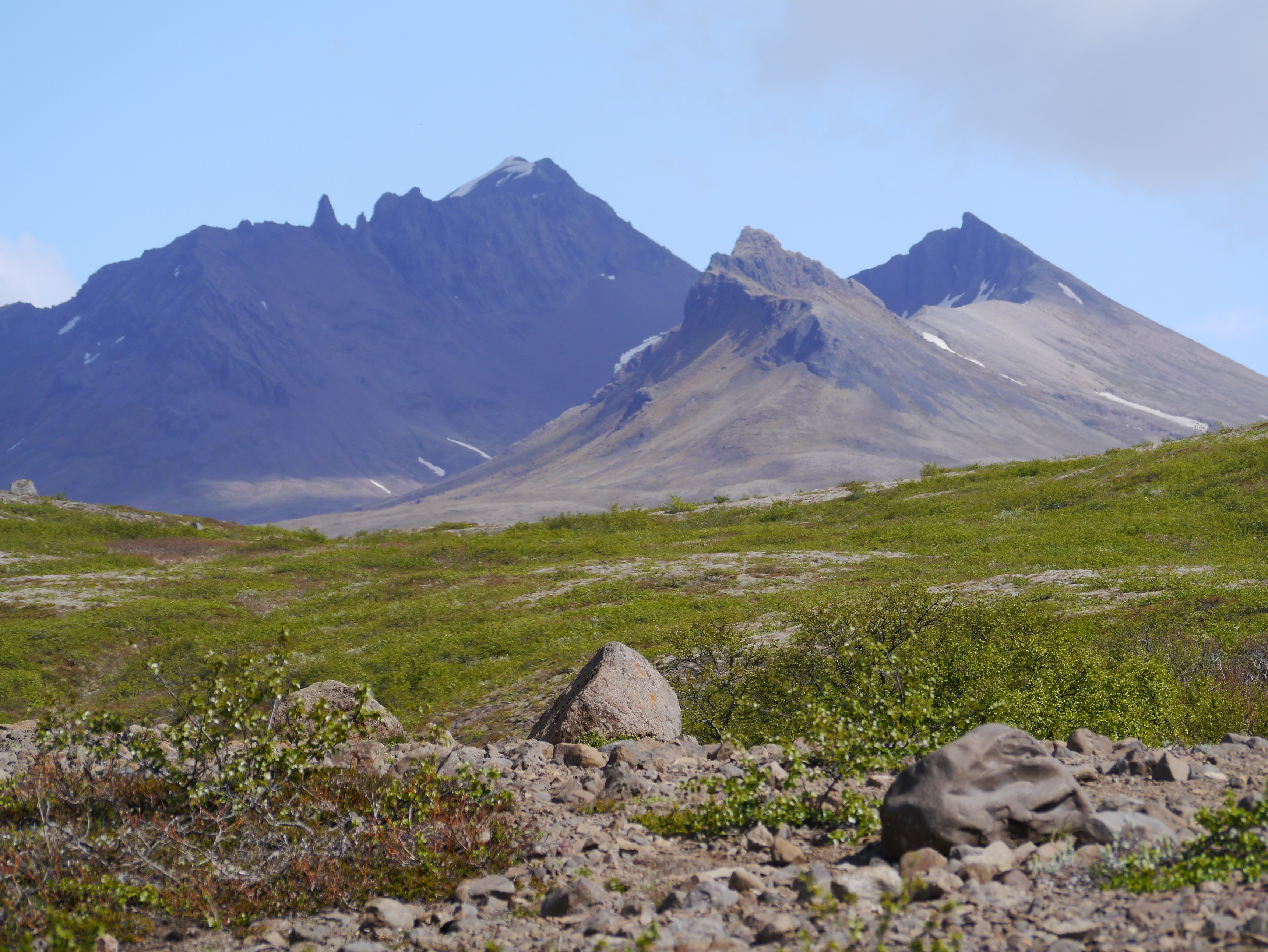
Заросли карликовой берёзы
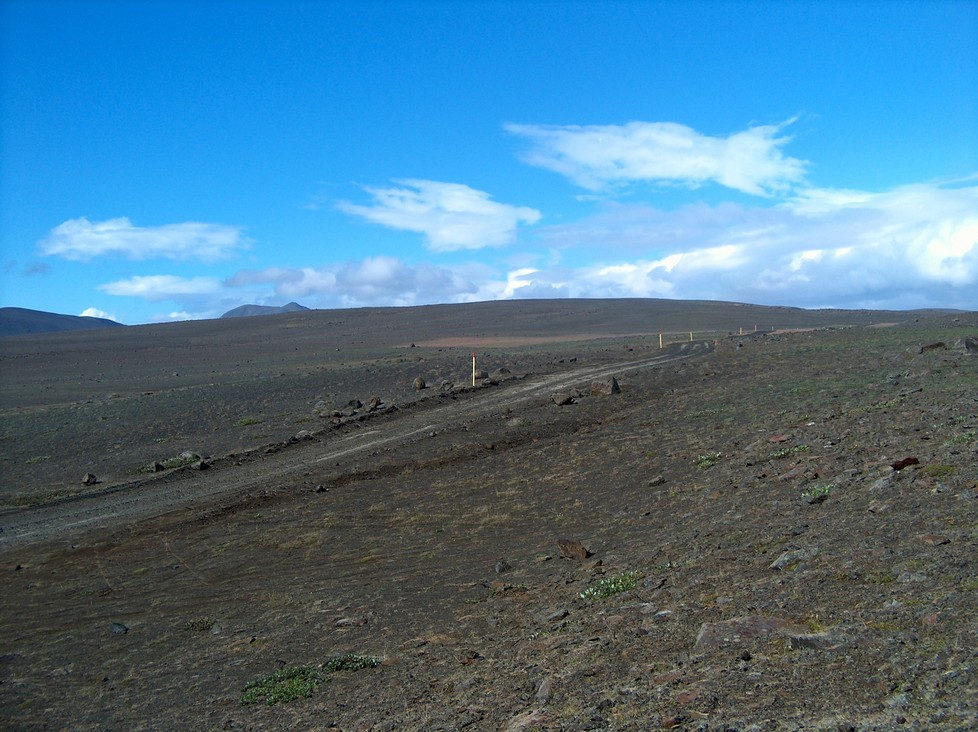
Ледниковая пустошь

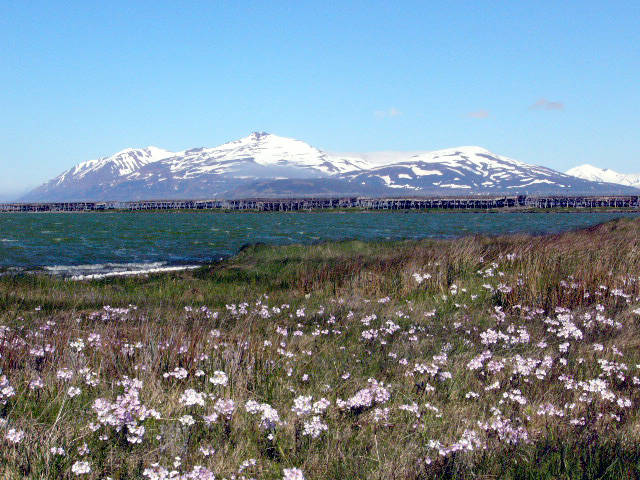
Осоково-пушицевый луг
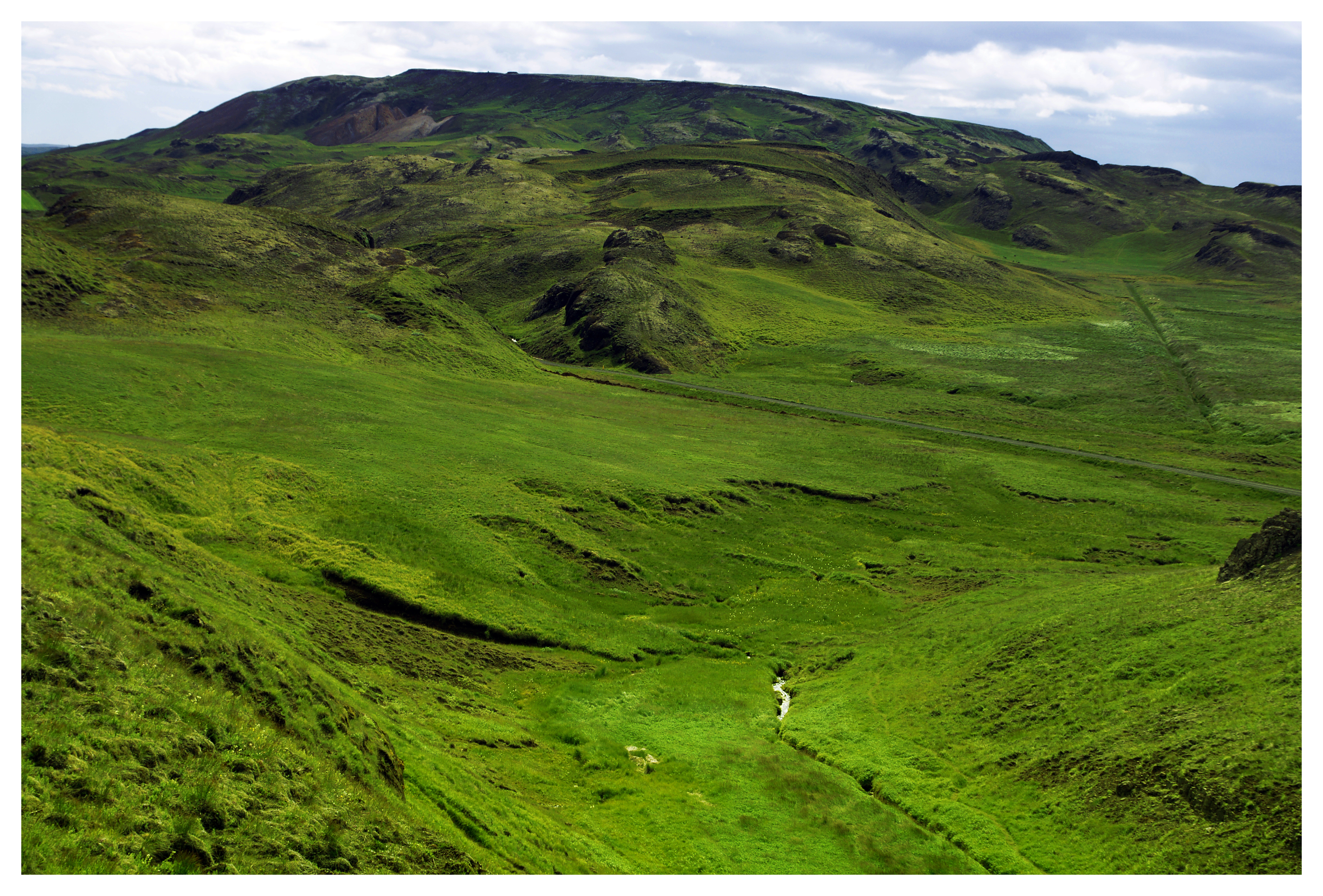
Влажные горные луга
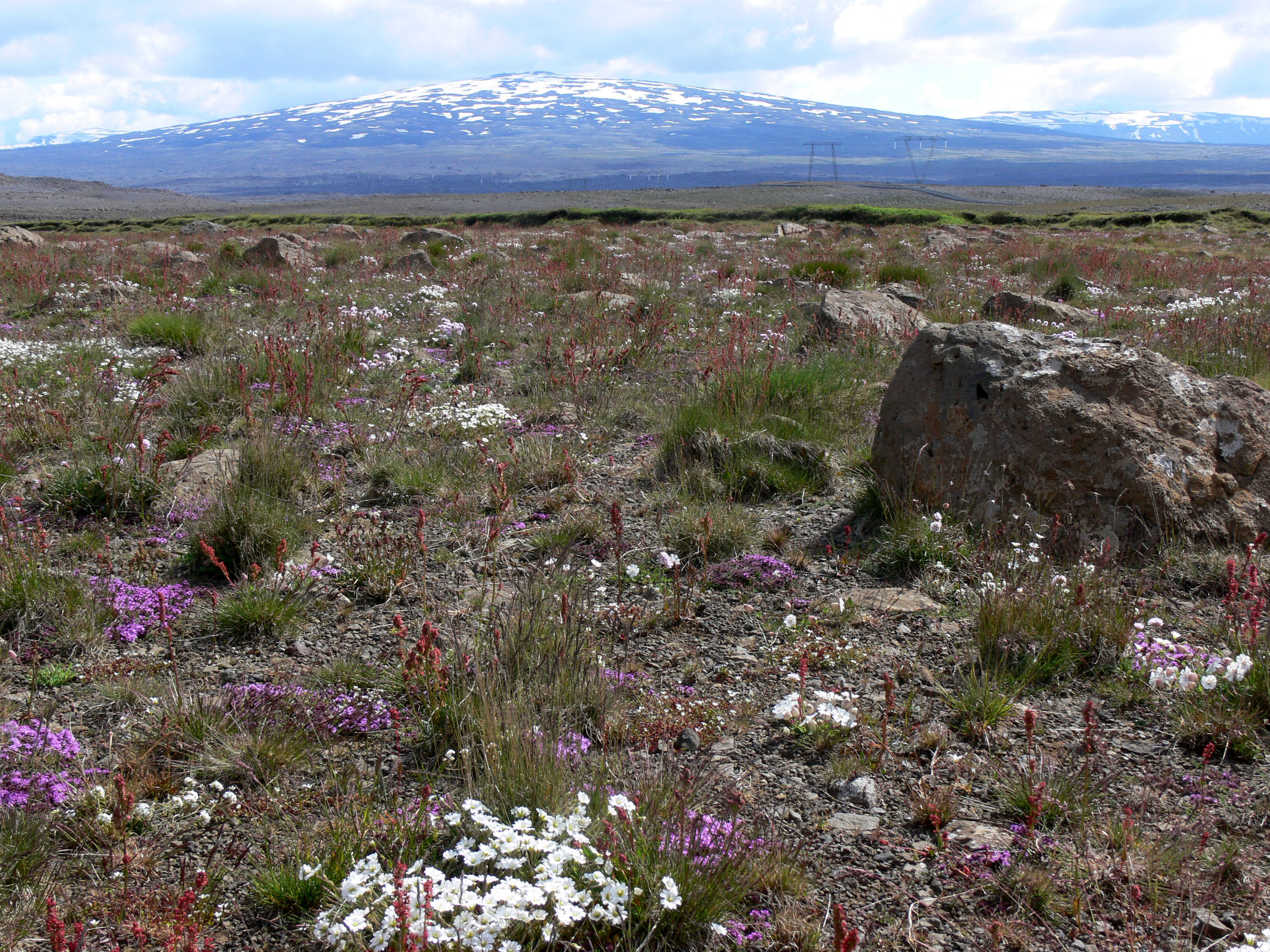
Альпийский луг в предгорьях
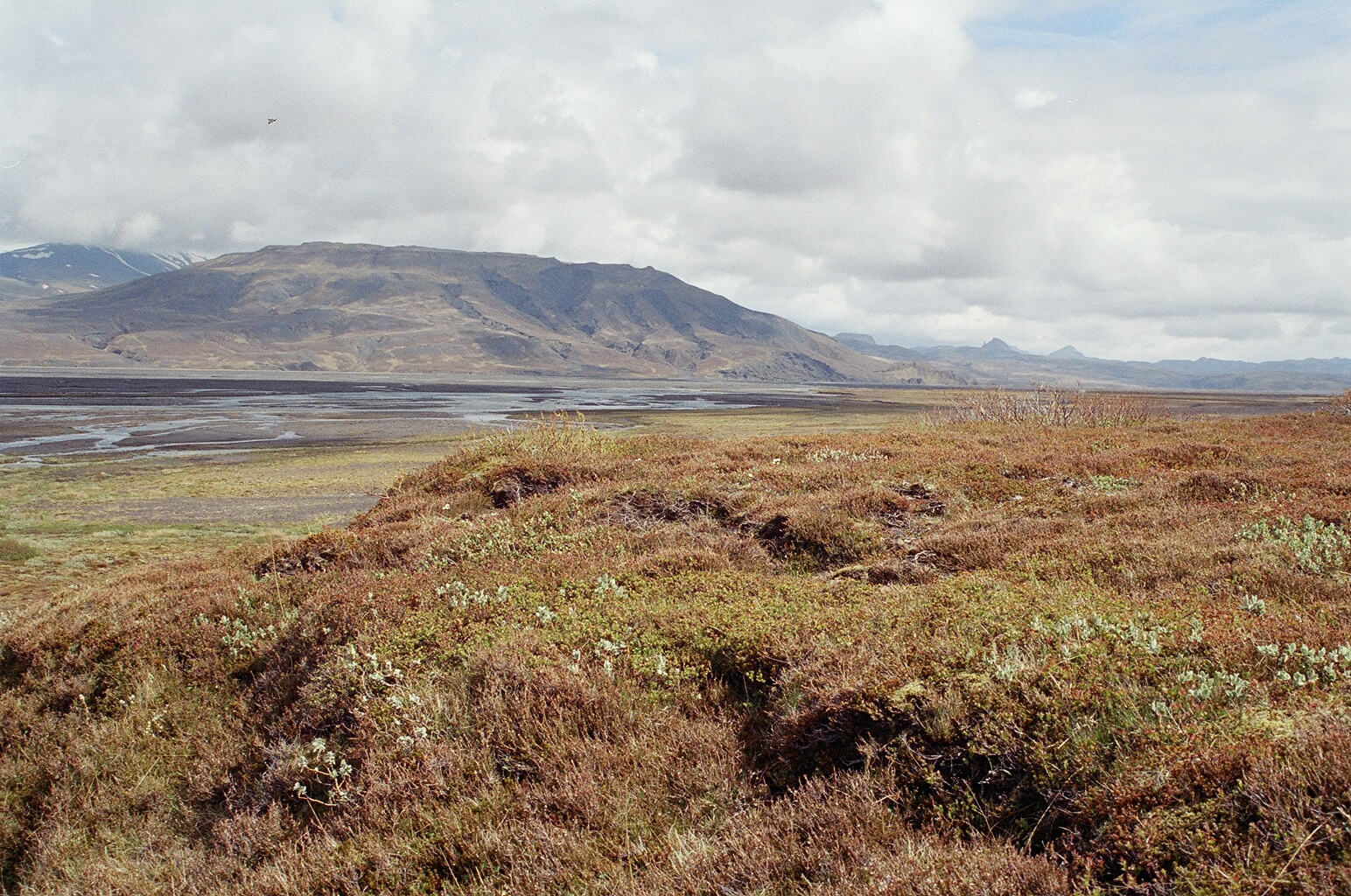
Ивово-вересковые заросли
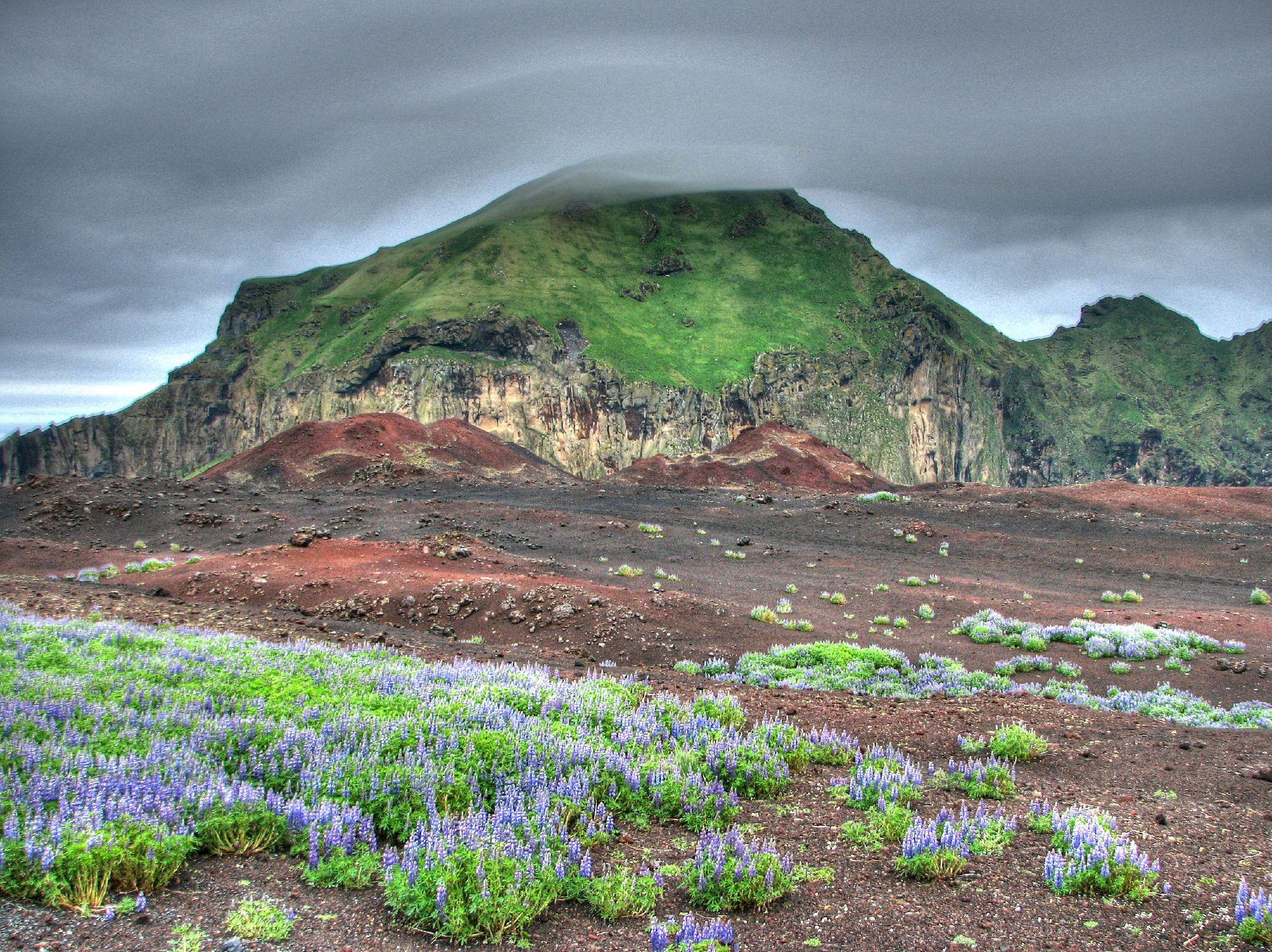
Люпиновые заросли

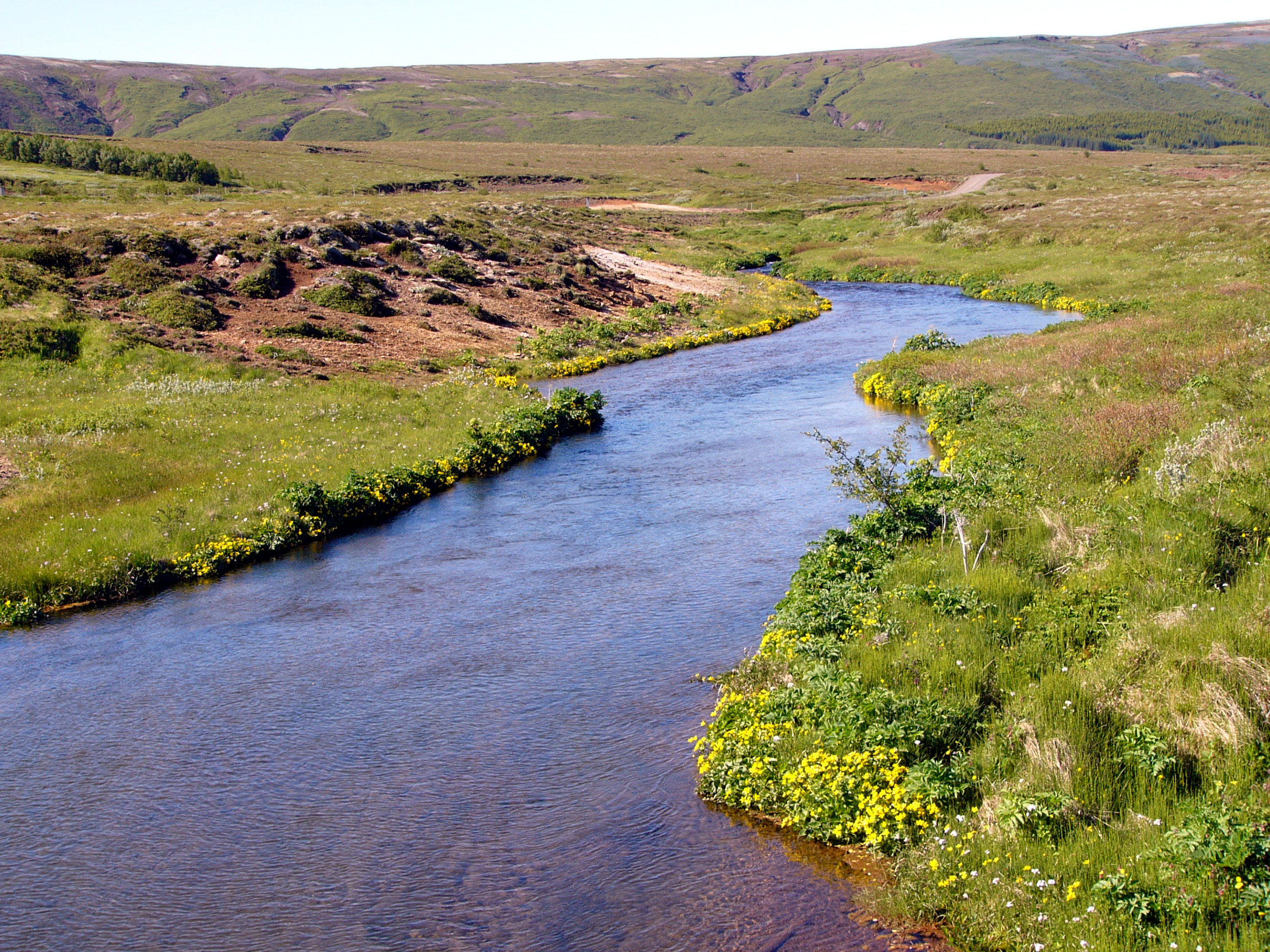
Прибрежно-водная растительность
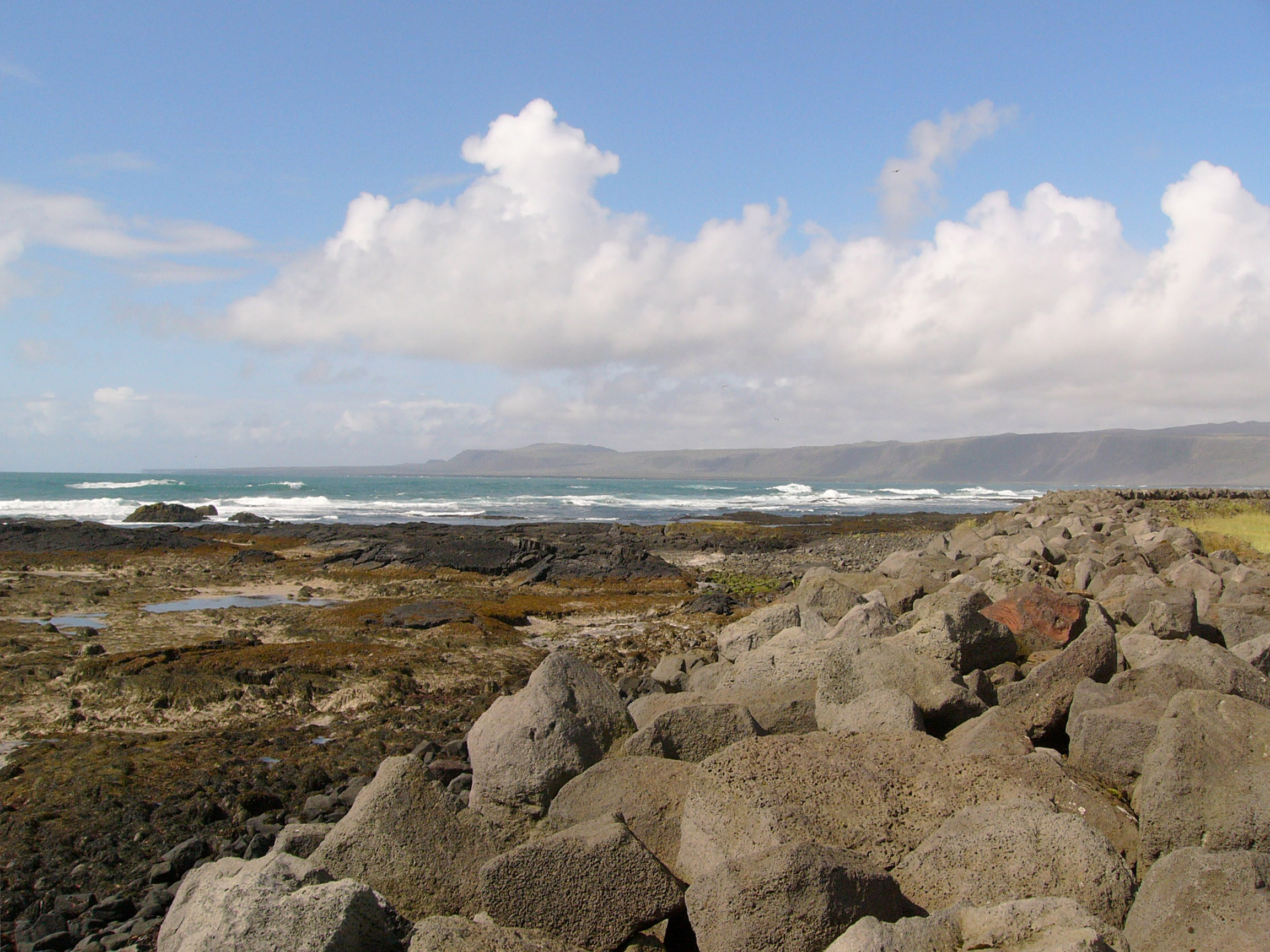
Приморские скалы
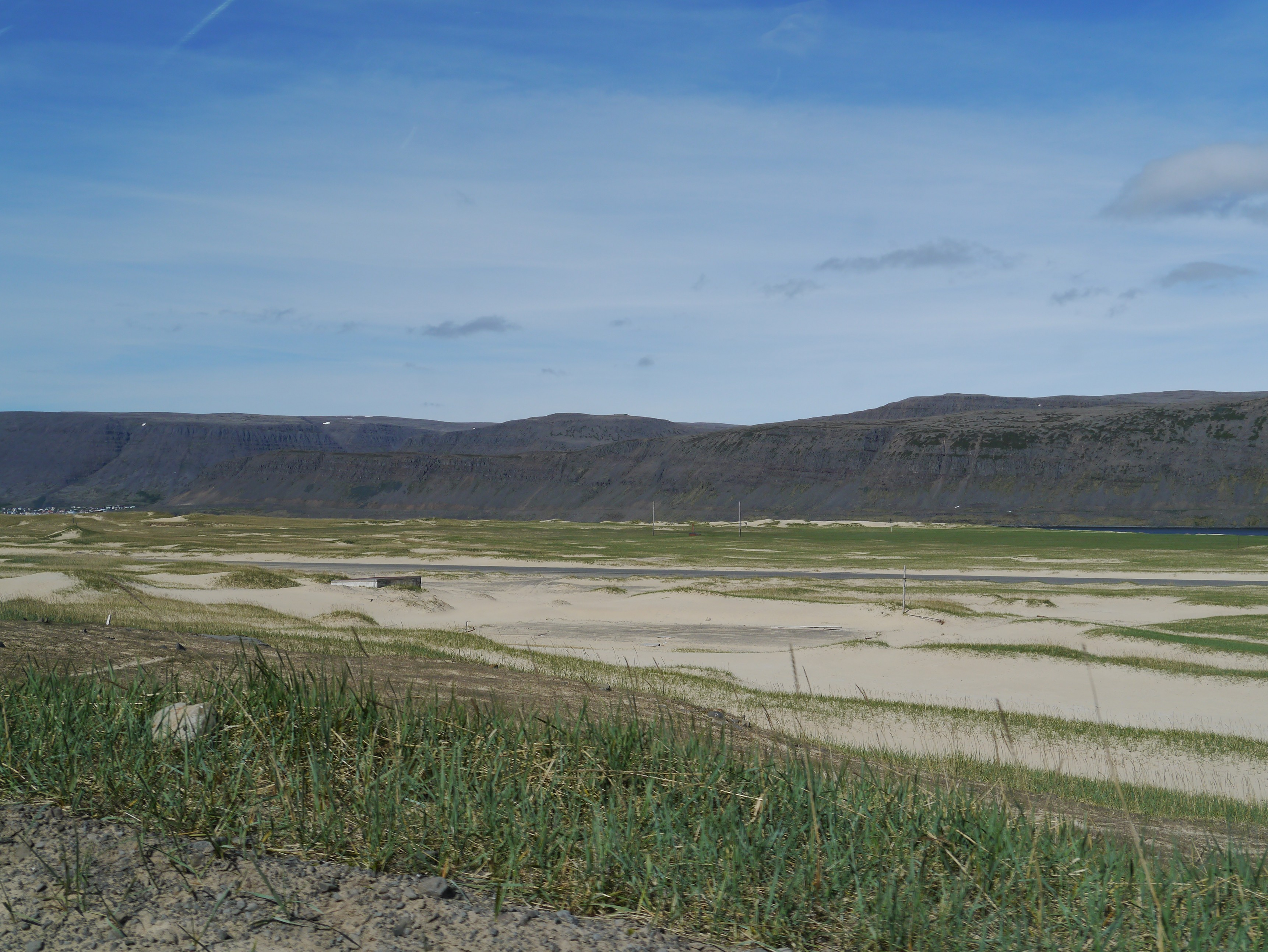
Растительность дюн
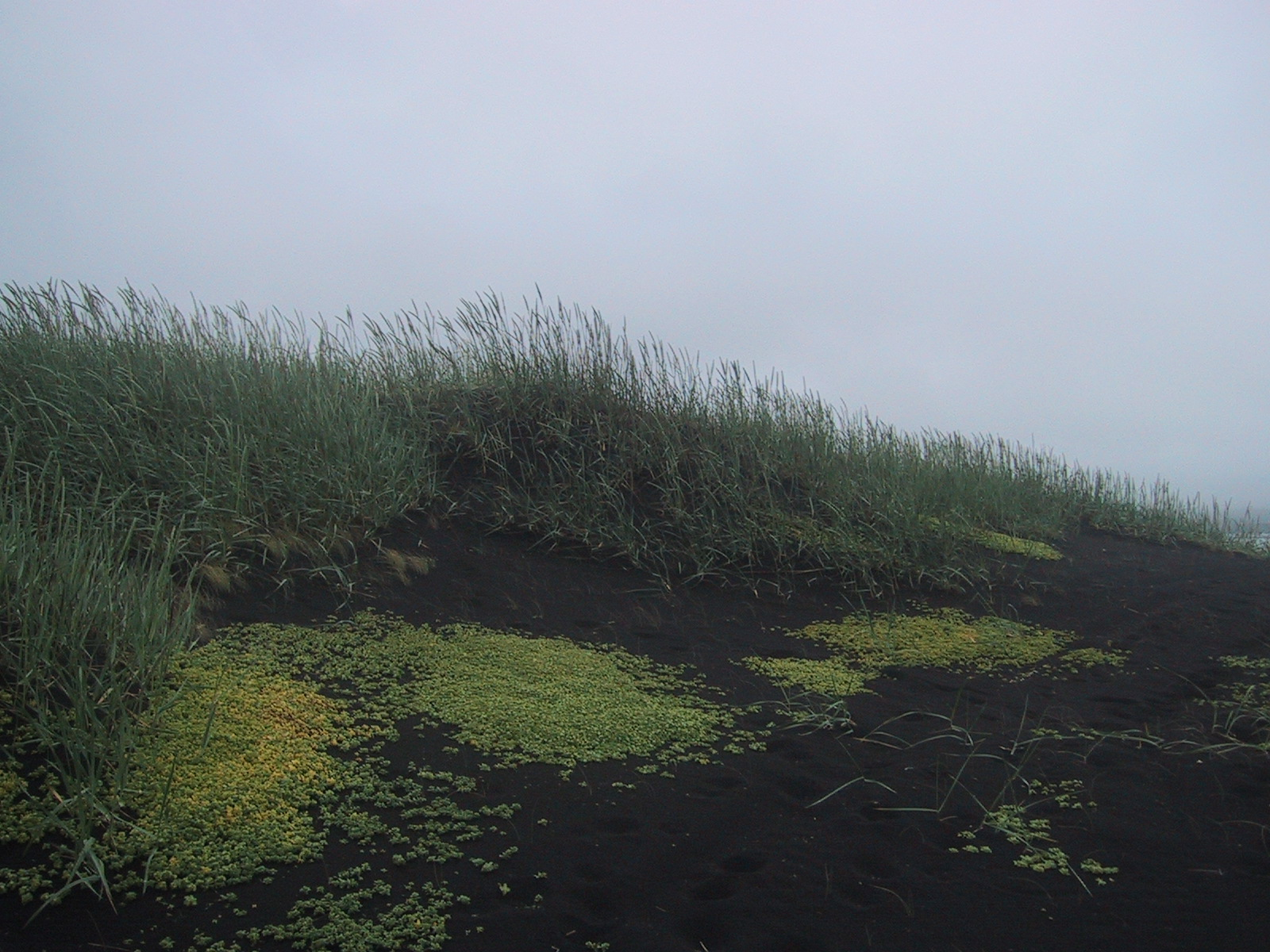
Растительность у берега моря
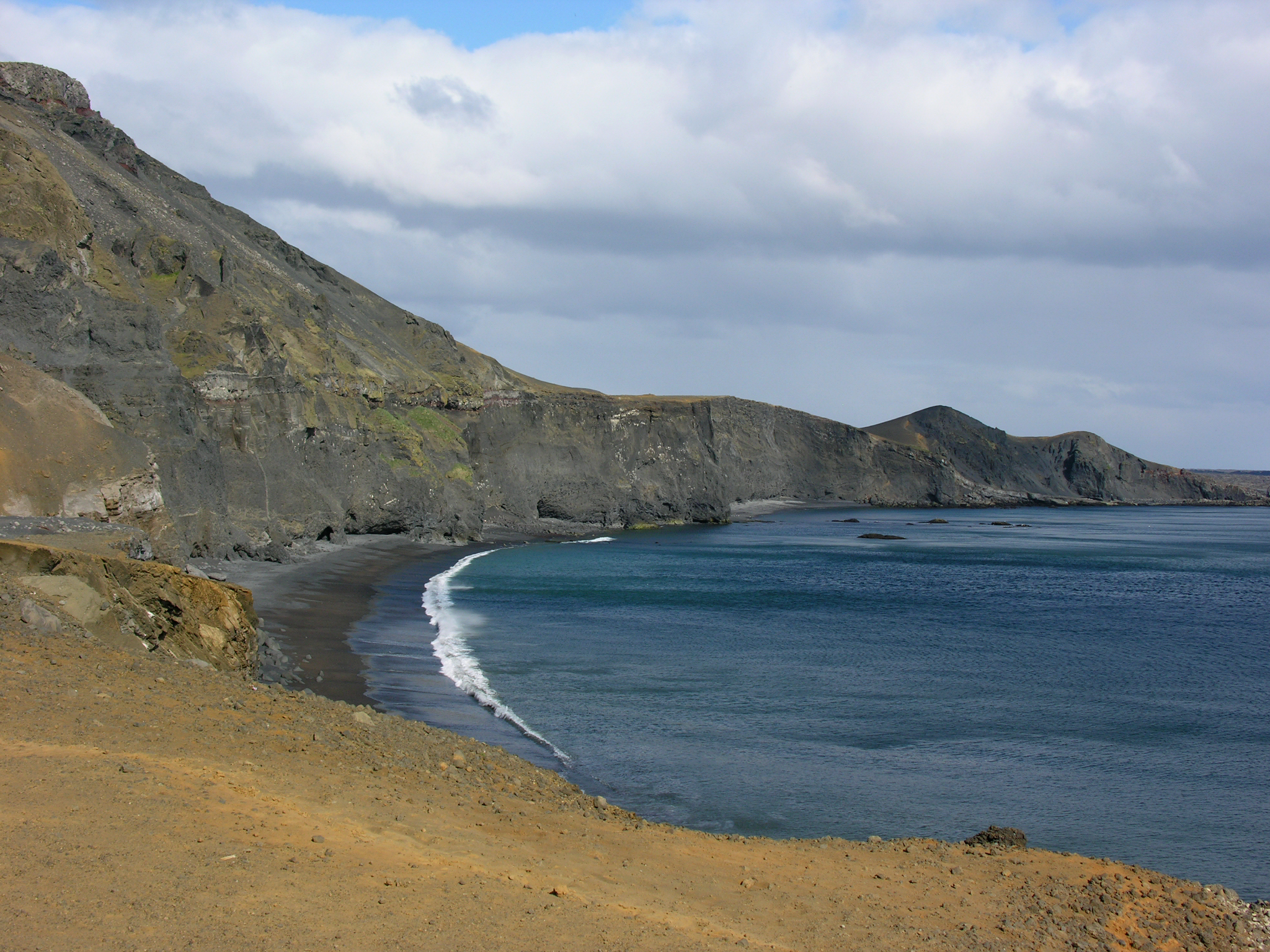
Лишайниково-моховые пустоши на берегу моря